# Distrito de Pomabamba
El distrito de Pomabamba es uno de los cuatro que integran la provincia peruana de Pomabamba ubicada en el departamento de Ancash, bajo la administración del Gobierno regional de Ancash. en el Perú. 

## Historia
El distrito fue creado mediante Ley del 21 de febrero de 1861, en el gobierno del Presidente Ramón Castilla.

## Geografía
Tiene una superficie de 347,92 km².

## Autoridades

### Municipales
- 2023-2026: Salomón Alejo Ocaña.
- 2011-2014:[1]Juan Víctor Ponte Carranza, del Partido Democrático Somos Perú (SP)
- 2007-2010: Julián Watson Cirilo Diestra.